# Janet Clark
Janet Clark (* 1967 in München) ist eine deutsche Schriftstellerin.

## Leben
Janet Clark war als wissenschaftliche Assistentin, Universitätsdozentin und Marketingleiterin tätig, bevor sie ihren ersten Roman schrieb. Inzwischen ist sie hauptberufliche Autorin und lebt mit ihrer Familie in München. Sie schreibt auch unter den Pseudonymen Helene Winter und Clara Lindemann.

## Werke
- Das Geheimnis der Statue. Hueber, Ismaning 2010, ISBN 978-3-19-511672-5.
- Ich sehe dich. Heyne, München 2011, ISBN 978-3-453-43592-6.
- Schweig still, süßer Mund. Loewe, Bindlach 2012, ISBN 978-3-7855-7274-0.
- Sei lieb und büße. Loewe, Bindlach 2013, ISBN 978-3-7855-7573-4.
- Rachekind. Heyne, München 2013, ISBN 978-3-453-40927-9.
- Singe, fliege, Vöglein, stirb. Loewe, Bindlach 2014, ISBN 978-3-7855-7752-3.
- Finstermoos - Aller Frevel Anfang. Loewe, Bindlach 2015, ISBN 978-3-7855-7748-6.
- Finstermoos - Am schmalen Grat. Loewe, Bindlach 2015, ISBN 978-3-7855-7749-3.
- Finstermoos - Im Angesicht der Toten. Loewe, Bindlach 2015, ISBN 978-3-7855-7750-9.
- Black Memory. Heyne, München 2017, ISBN 978-3-453-41833-2.
- Ewig dein - Deathline. cbj, München 2017, ISBN 978-3-570-17366-4.
- Ewig wir - Deathline. cbj, München 2018, ISBN 978-3-570-16514-0.
- Ingenium - Du kannst nicht entkommen. cbj, München 2019, ISBN 978-3-570-16552-2.

## Hörbücher
- Schweig still, süßer Mund JUMBO Neue Medien 2012, Leser: Lisa Hagmeister, Katja Danowski, Florens Schmidt, 4 CDs (5:23), ISBN 978-3-8337-3017-7.
- Rachekind Random House Audio 2013, Leser: Anna Thalbach (11:13)